# Rigveda

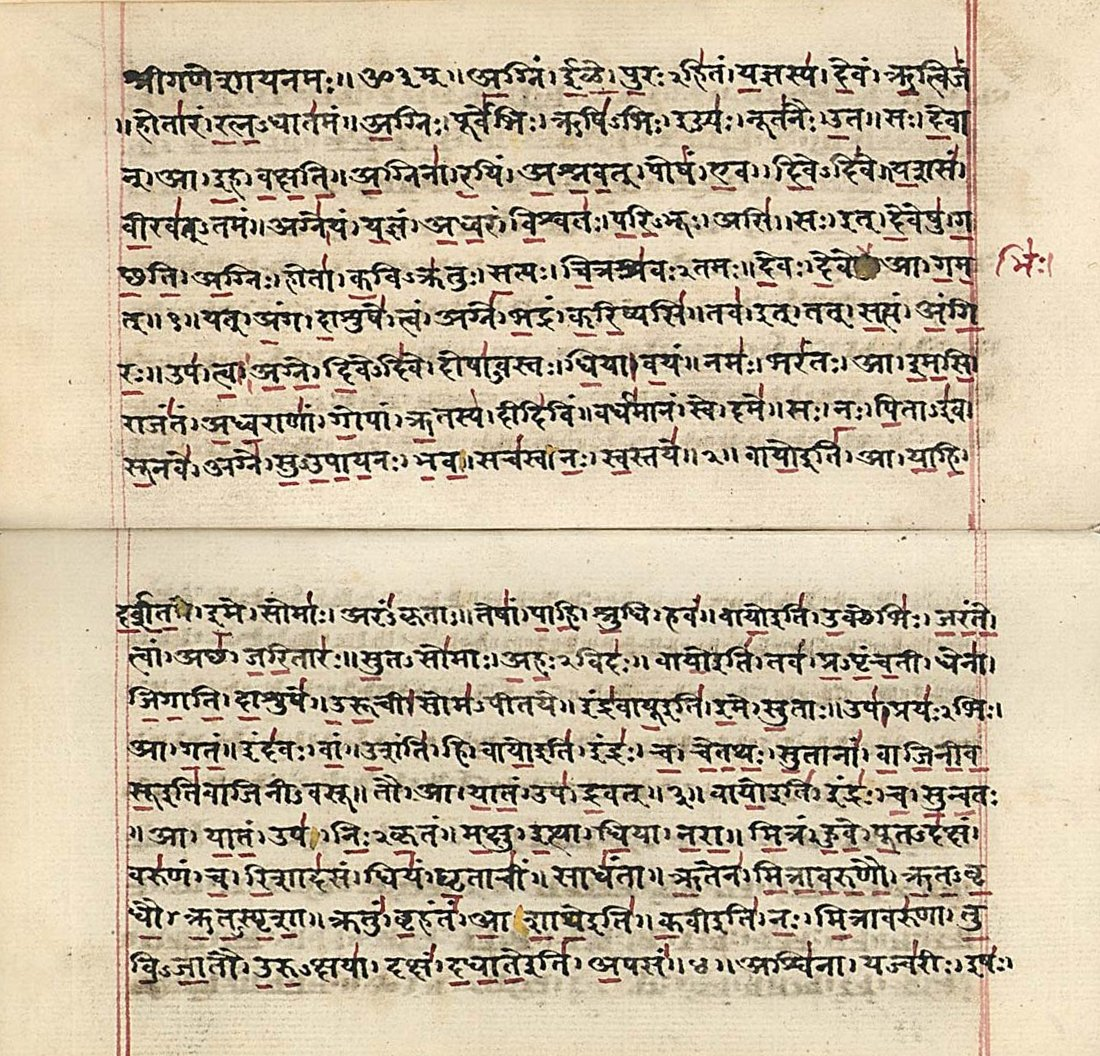
Rigveda.

Rigveda ("versernas, eller hymnernas, veda") är en hymnsamling, den äldsta av vedatexterna. Veda betyder egentligen "vetande", "kunskap". Rigveda innehåller 10 580 verser i 1 017 hymner, fördelade i tio böcker (mandala, egentligen "krets"). Ofta medräknas ytterligare 11 hymner, tillhörande en annan redaktion.
I dessa hymner prisas och anropas (om bistånd i striden, om rikedom, hälsa och så vidare) gudarna, de personifierade naturkrafterna och naturföreteelserna, till exempel Agni (elden), Indra (luftrymdens gud), Ushas (morgonrodnaden), Surya (solen), Varuna (egentligen omfattaren, äldst vedafolkets högste gud), Soma (egentligen en utpressad växtsaft, som nyttjades vid offren) och många andra, och med dem ledsagades den enkla gudstjänstens ceremonier. 
Vissa av sångerna har dock ett rent världsligt innehåll, bland dem historiska hymner över ett stort slag. Här finns bland annat en lovsång över en kapplöpningshäst. I en dikt klagar tärningspelaren över sin lidelse och sin olycka. En dikt ger en inblick i brahmanskolornas arbetssätt och liknar de ivrigt rabblande lärjungarna vid en grodkör. Andra dikter är av samma slag som Atharvavedas troll- och besvärjelseformler.
Rigveda är skriven på mycket ålderdomlig sanskrit. Dess datering är osäker, men brukar anges till cirka år 1 500 f.Kr.